# داجمار تسيجلر
داجمار تسيجلر (بالألمانية: Dagmar Ziegler) (28 سبتمبر 1960 في لايبتسج) هي سياسية ألمانية تنتمي للحزب الاشتراكي الديمقراطي. وهي منذ 2009 عضوة البوندستاج، ومنذ 26 سبتمبر 2020 تشغل منصب نائب رئيس البوندستاج.

## الحياة والعمل
أنهت داجمار تسيجلر التدريب المهني مع الثانوية بين عامي 1977 و1980 في تخصص التجارة والمال، ودرست بعدها الاقتصاد المالي في جامعة هومبولت في برلين، منهية الدراسة بدبلومة في الاقتصاد المالي في 1984. عملت منذ هذا العام وحتى 1987 في فرع لايبتسج التابع للبنك المركزي لألمانيا الشرقية. شغلت منصبًا اقتصاديًّا حتى عهد التحول في ألمانيا الشرقية في 1990.
من نوفمبر 2009 إلى نوفمبر 2018، كانت داجمار تسيجلر في المجلس الاستشاري لمؤسسة «موتر جينسونجس ڤركس» التي تهتم بصحة الأمهات، ومن نوفمبر 2013 إلى نوفمبر 2016 كانت رئيسة المجلس.
وهي عضوة في مجلس أمناء المؤسسة الألمانية للتعاون الدولي.

## السياسة

### الحزب
أسست داجمار تسيجلر فرع الحزب الاشتراكي الديمقراطي في مدينة لينزن (التي كانت تسمى دائرة لودفيجسلوست)، وكانت حتى 2000 عضوة في تجمع نواب المدينة. كانت أيضًا عمدة شرفية لمدينة لينزن بين عامي 1993 و1998. من يوليو 2000 وحتى أغسطس 2008 كانت نائبة رئيس الحزب الاشتراكي الديمقراطي في براندنبرج.
هي واحدة من ثلاثة متحدثين باسم دائرة زيهايمر، وهو تجمع لأعضاء الحزب الاشتراكي الديمقراطي.

### نائبة ووزيرة
بين عامي 1994 و2009 كانت داجمار تسيجلر عضوة في برلمان ولاية براندنبرج. وبين 1997 و2000 كانت نائبة رئيس تجمع نواب الحزب الاشتراكي الديمقراطي في برلمان الولاية، وبين 1997 و1999 كانت المتحدثة في الشؤون المالية عن تجمع نواب الحزب. مثلت دائرة بريجنتس الانتخابية في برلمان الولاية.

## الجوائز والتكريم
في 14 ديسمبر 2020، حازت داجمار تسيجلر صليب الاستحقاق الاتحادي مع الشرائط.